# Манычский
Манычский — посёлок (сельского типа) в Яшалтинском районе Калмыкии, административный центр Манычского сельского муниципального образования.
Население — 858 (2010)

## История
Дата основания не установлена. Летом 1931 года c центральной усадьбой в урочище Хуншуки был организован  совхоз № 383 «10 лет Комсомола Калмыкии». Тем не менее, можно предположить, что населённый пункт к этому времени здесь уже существовал. Так, на карте 1896 года приблизительно в месте расположения современного посёлка Манычский обозначена ставка 2-го Бага-Тугтунового рода.
Согласно «Списку населённых мест Ставропольской губернии» в 1909 году в урочище Хамшуки насчитывалось 43 двора, проживало 139 душ мужского и 91 женского пола, имелись школа, хлебозапасный магазин, 2 пожарных обоза.
С 1933 года начинается строительство жилых домов, клуба, сельсовета. Открылась четырехгодичная школа, ставшая через два года семилетней. Совхоз имел животноводческий профиль, пахотных земель было всего 450 гектаров. В 1941 году до начала войны и депортации калмыков население совхоза составляло 1600 человек.
Посёлок, как и другие населённые пункты Яшалтинского района, был передан Ростовской области. В августе 1949 года посёлок Ханшук (так в источнике) переименован в посёлок Манычский.
Калмыцкое население стало возвращаться после отмены ограничений по передвижению в 1956 году. Посёлок возвращён вновь образованной Калмыцкой автономной области в 1957 году.

## Общая физико-географическая характеристика
Посёлок расположен на севере Яшалтинского района, в пределах Манычской низменности, у лимана Арал-Эмке (часть Пролетарского водохранилища), на высоте — 30 метров над уровнем моря. Рельеф местности равнинный. Особенностью рельефа является наличие вытянутых в субширотном направлении бугров, возвышающихся над окружающей местностью. К северу от посёлка расположен курган Хуншук. В границах посёлка имеется пруд. Почвы — лугово-каштановые солонцеватые.
По автомобильной дороге расстояние до столицы Калмыкии города Элиста составляет 220 км, до районного центра села Яшалта — 11 км, до ближайшего города Городовиковска — 61 км.
Климат
Климат умеренный континентальный (согласно классификации климатов Кёппена-Гейгера — Dfa). Среднегодовая температура воздуха положительная и составляет + 10,0 °C, средняя температура самого холодного месяца января — 4,0 °C, самого жаркого месяца июля + 24,1 °C. Расчётная многолетняя норма осадков — 431 мм. Наименьшее количество осадков выпадает в марте (26 мм), наибольшее в июне (50 мм).
Часовой пояс
Манычский, как и вся Республика Калмыкия, находится в часовой зоне МСК (московское время). Смещение применяемого времени относительно UTC составляет +3:00.

## Население
Динамика численности населения
| 1909 | 1989  |
| ---- | ----- |
| 230  | ≈1000 |

| 2002 | 2010 |
| ---- | ---- |
| 945  | ↘858 |

Национальный состав
Согласно результатам переписи 2002 года большинство населения посёлка составляли русские (64 %).

## Экономика
«Селообразующее» предприятие — сельскохозяйственный производственный кооператив «Юбилейный», одно из крупных хозяйств района. В сельхозугодьях СПК находится более 10 тысяч гектаров пашни. СПК занимается не только производством, но и переработкой продукцией. Построены и действуют цеха — по производству муки, колбасный, хлебный, макаронных изделий. Смонтирован и запущен был мукомольный цех в 1997 году.

## Достопримечательности
Ступа Просветления. Открыта 7 ноября 2012 года.
|  |

## Уроженцы
В селе Манычский в 1942 году родился калмыцкий поэт Виктор Насунов.